# Ted
Ted（テッド）は、2003年から2009年までユナイテッド航空が運用していた、格安エアラインブランドである。「Ted」は「United」の最後の3文字からとった。

## 歴史
Ted の設立は2003年11月12日に公表され、運航は2004年2月12日に始める。この航空会社はエアバスA320航空機を所有し、デンバー国際空港を本拠地としている。この親会社のユナイテッド航空と同じように、Ted はスターアライアンスの一員である。そのため、スターアライアンスに加盟するマイレージプログラムの会員は、加算条件を満たせばユナイテッド航空と同条件でマイルを獲得することができる。上級会員の場合は優先搭乗やラウンジもユナイテッド航空便と同条件で使用できる。
2008年に入っての急激な原油価格高騰を反映した燃料価格の値上がりを受けて、同年6月にユナイテッド航空が発表したリストラ案の一環として、Ted名義での運航停止が発表された。

## CI
機体にはユナイテッド航空の新塗装と同じ、オレンジ系統の大きい「U」のマークが尾翼に描かれていた。空港の柱の広告には「Ted is part of United.」（TedはUnitedの一部分です。）と書かれていた。
「United」から「Uni」を消した名称であるため、「United without U ’n’ I」（「’n’」は「and」の略記で、「youもIもないユナイテッド」）と皮肉られていた。

## 就航
- メキシコ
- アメリカ合衆国

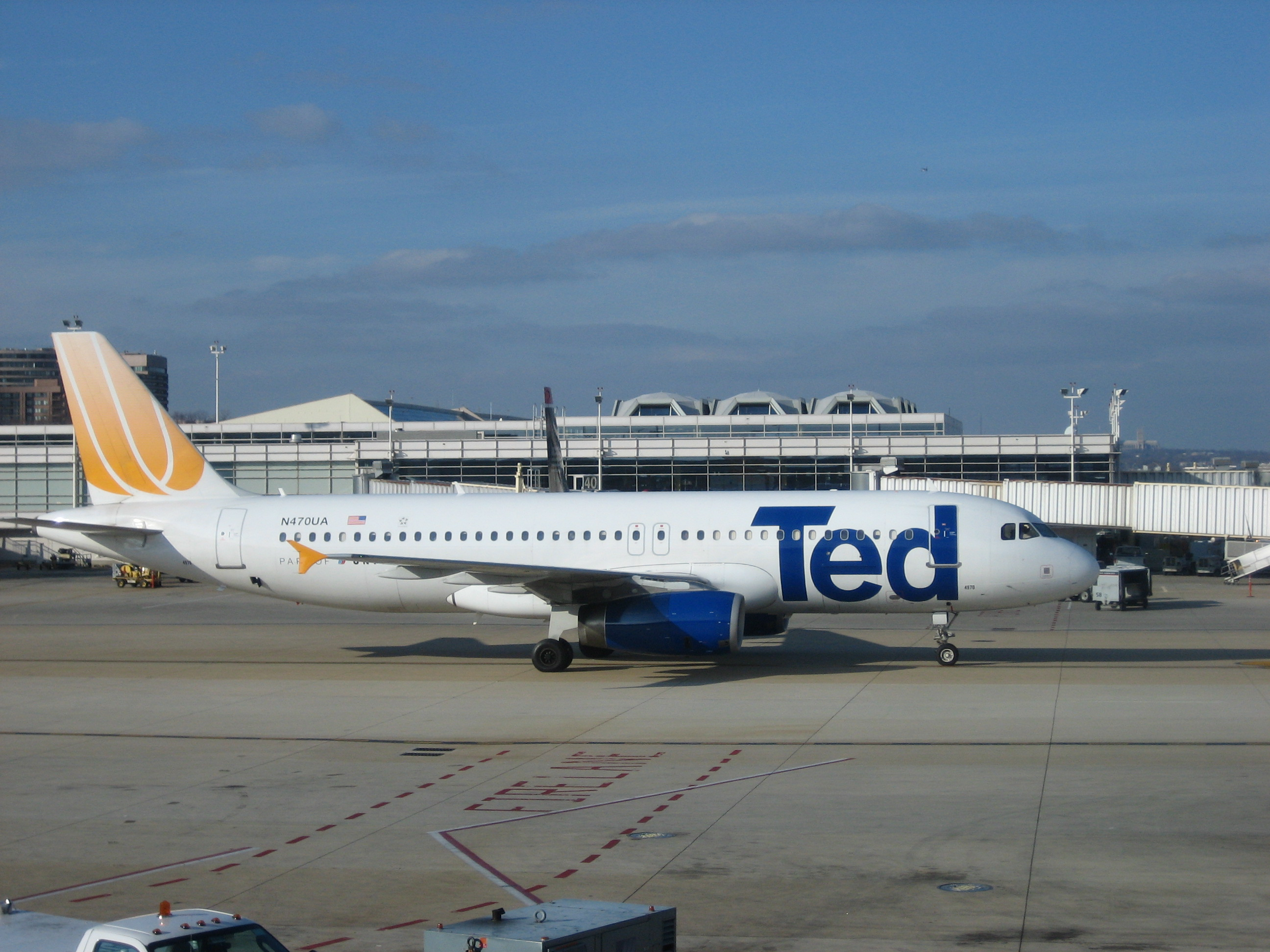
2005年10月撮影、Ted A-320型機

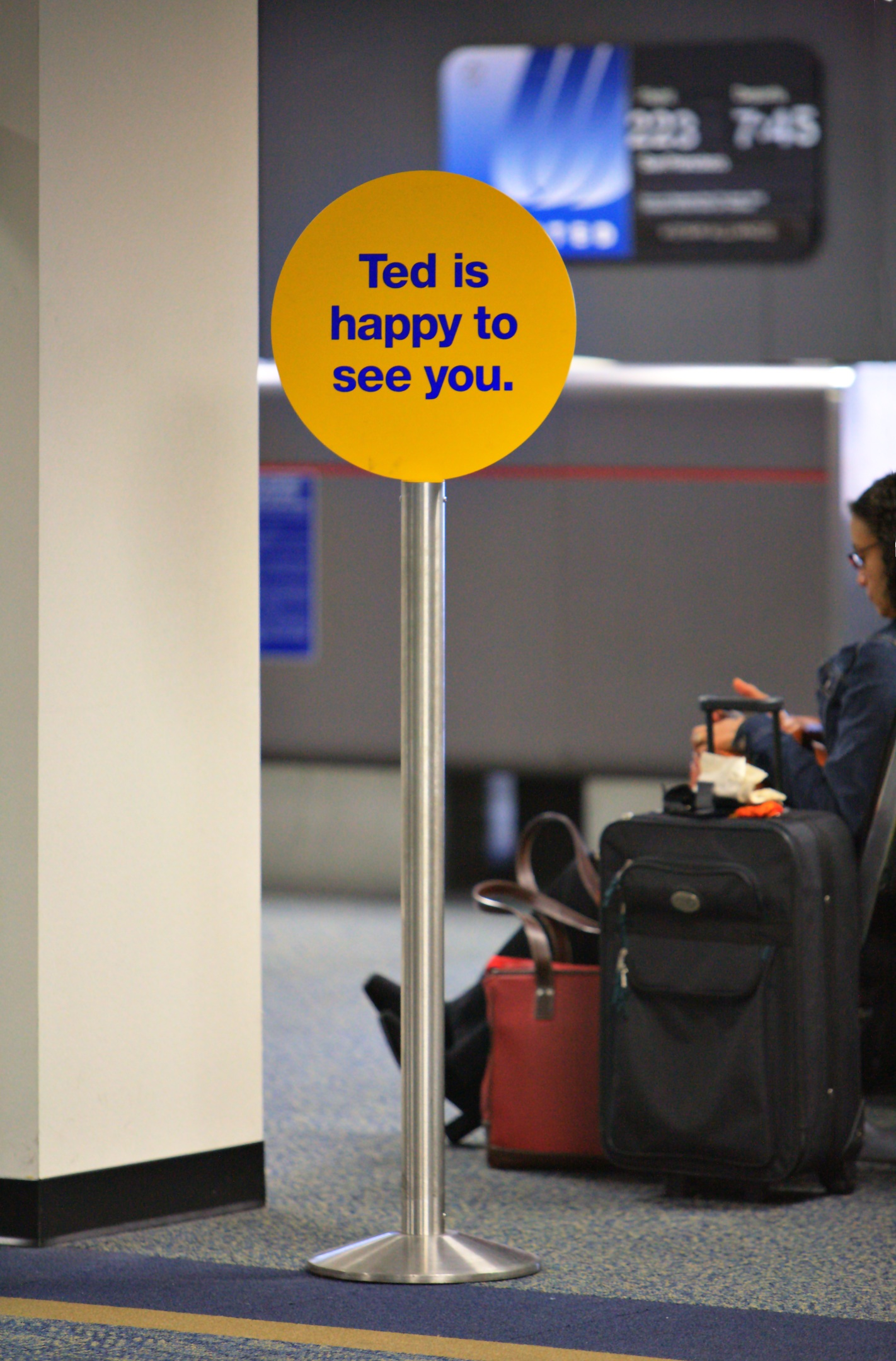
Ted はあなたに会えてうれしい。

  - イリノイ州シカゴ (オヘア国際空港とミッドウェイ空港 4月3日から)
  - コロラド州デンバー (デンバー国際空港)
  - フロリダ州フォートローダーデール (フォートローダーデール・ハリウッド国際空港)
  - ネバダ州ラスベガス (マッカラン国際空港)
  - カリフォルニア州ロサンゼルス (ロサンゼルス国際空港)
  - ルイジアナ州ニューオーリンズ (ルイ・アームストロング・ニューオーリンズ国際空港)
  - カリフォルニア州オンタリオ (オンタリオ国際空港)
  - フロリダ州オーランド (オーランド国際空港)
  - アリゾナ州フェニックス (フェニックス・スカイハーバー国際空港)
  - ネバダ州リノ (リノ・タホ国際空港)
  - カリフォルニア州サンフランシスコ (サンフランシスコ国際空港)
  - フロリダ州タンパ (タンパ国際空港)
  - ワシントンD.C. (ワシントン・ダレス国際空港)